# Святой Иероним за молитвой (картина Босха)
«Святой Иероним за молитвой» — картина нидерландского художника Иеронима Босха.
Сюжет картины посвящён подвигу созерцательной жизни. Фигура святого изображена на фоне пустынного пейзажа; огромные плоды, окружающие пещеру отшельника, символизируют множество искушений, подстерегающих душу верующего на его земном пути.
Св. Иероним, простёршись ниц, сжимает в руках распятие, не заботясь о том, что его красное кардинальское облачение брошено прямо в грязь. Он не бьёт себя в грудь, не устремляет обожающего взгляда на распятие — художник избегает этих драматических эффектов, ставших шаблонами для изображения кающегося святого, но тем не менее эта застывшая в напряжённой неподвижности фигура прекрасно передаёт душевные муки его персонажа. Пейзаж на заднем плане проникнут умиротворённостью, кажется, ничто в нём не свидетельствует о присутствии сил зла, однако болотистая пещера, в которой святой устроил свою келью, носит следы упадка и разложения. Св. Иероним в своём житии описывает, как его медитации в глуши были прерваны сладострастными видениями. Символами этих похотливых помыслов являются огромные гниющие плоды, напоминающие растительный мир «Сада земных наслаждений». Лишь полностью вверив себя воле Господа, Иероним сумел побороть искушение и смирить свою плоть.